# Ytri-Hágangur
Ytri-Hágangur är ett berg i republiken Island. Det ligger i regionen Austurland, 400 km nordost om huvudstaden Reykjavík. Toppen på Ytri-Hágangur är 922 meter över havet, eller 447 meter över den omgivande terrängen. Bredden vid basen är 5,0 km.
Trakten runt Ytri-Hágangur är nära nog obefolkad, med mindre än två invånare per kvadratkilometer. Närmaste större samhälle är Vopnafjörður, omkring 20 kilometer sydost om Ytri-Hágangur. Trakten runt Ytri-Hágangur består i huvudsak av gräsmarker.